# Smrkovec (Hradešice)
Smrkovec (deutsch Smrkowetz, 1939–1945 Fichtich) ist ein Ortsteil der Gemeinde Hradešice in Tschechien. Er liegt acht Kilometer nordwestlich von Horažďovice und gehört zum Okres Klatovy.

## Geographie
Smrkovec befindet sich in der Nepomucká vrchovina (Nepomuker Bergland). Das Dorf liegt auf einer Anhöhe zwischen den Tälern der Bäche Mlýnský potok und Smrkovecký potok, die sich 800 m östlich von Smrkovec vereinigen. Smrkovec wird von mehreren Teichen umgeben; am südlichen Ortsrand befindet sich der Smrkovec bzw. Velký Smrkovec, östlich liegt der Břežanský velký rybník, gegen Nordwesten der Konětovský rybník und nördlich der Šípov. Im Nordosten erhebt sich der Slavník (627 m), im Osten die Na Slatině (491 m), südöstlich die Hora (544 m), im Süden die Hradešice (Radoschitz; 489 m), westlich die Na Rovině und die Prašivice (575 m) sowie nordwestlich die Hora (675 m).
Nachbarorte sind Neprochovy im Norden, Týřovice, Velešice und Břežany im Nordosten, Třebomyslice und Bažantnice im Osten, Malý Bor, Týnec, Malé Hydčice, Hliněný Újezd und Bojanovice im Südosten, Hradešice im Süden, U svatého Antonína, Červený Mlýn, Miřenice, Na Bahně, Sedlečko und Nalžovy im Südwesten, Zahrádka, Bažantnice, Přebořice und Plichtice im Westen sowie Velenovy, Camberov und Těchonice im Nordwesten.

## Geschichte
Erstmals erwähnt wurde Smrkovec im Jahre 1366 als Sitz des Kostano von Smrkovec. Später wurde das Gut der Herrschaft Horažďovice zugeschlagen.
Im Jahre 1815 lebten in den 26 Häusern von Smrkovec 171 Personen. 1838 bestand Smrkowetz aus 26 Häusern mit 161 Einwohnern. Im Ort gab es eine Mühle. Pfarrort war Hradeschitz. Bis zur Mitte des 19. Jahrhunderts blieb Smrkowetz zum Allodialgut Horažďowitz untertänig.
Nach der Aufhebung der Patrimonialherrschaften bildete Smrkovec / Smrkowetz ab 1850 einen Ortsteil der Gemeinde Hradešice im Gerichtsbezirk Horažďowitz. Ab 1868 gehörte das Dorf zum Bezirk Strakonitz. 1880 löste sich Smrkovec von Hradešice los und bildete eine eigene Gemeinde. Im Jahre 1900 hatte Smrkovec 209 Einwohner. Ab 1949 gehörte Smrkovec zum Okres Horažďovice. 1950 lebten in den 35 Häusern von Smrkovec 146 Personen. Nach der Aufhebung des Okres Horažďovice wurde die Gemeinde 1960 dem Okres Klatovy zugeordnet. 1961 wurde Smrkovec nach Hradešice eingemeindet. 1991 hatte der Ort 93 Einwohner. Im Jahre 2001 bestand das Dorf aus 34 Wohnhäusern, in denen 82 Menschen lebten.

## Ortsgliederung
Der Ortsteil Smrkovec bildet den Katastralbezirk Smrkovec u Hradešic.

## Sehenswürdigkeiten
- Kapelle Johannes des Täufers auf dem Dorfplatz

## Fotogalerie

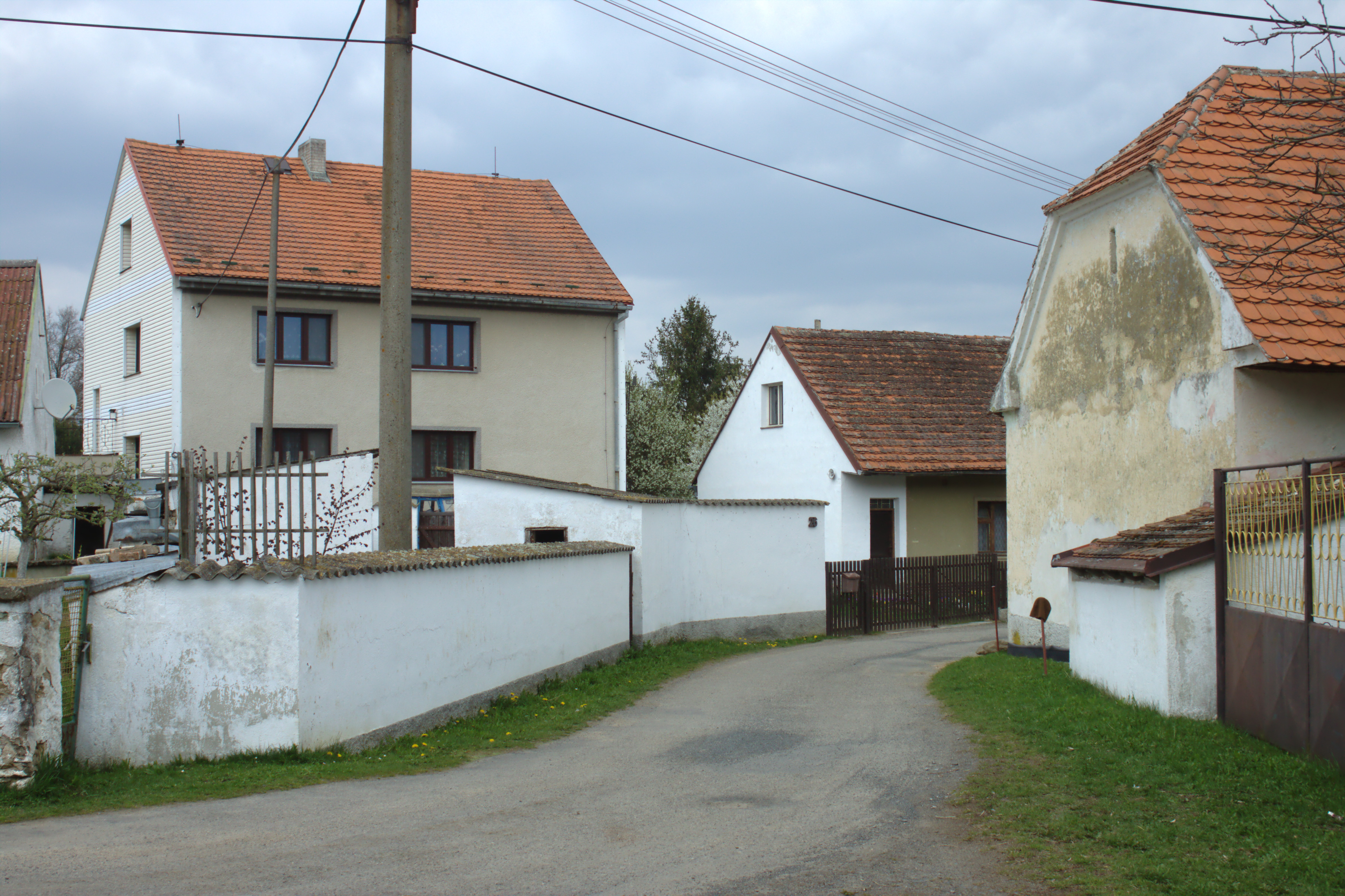
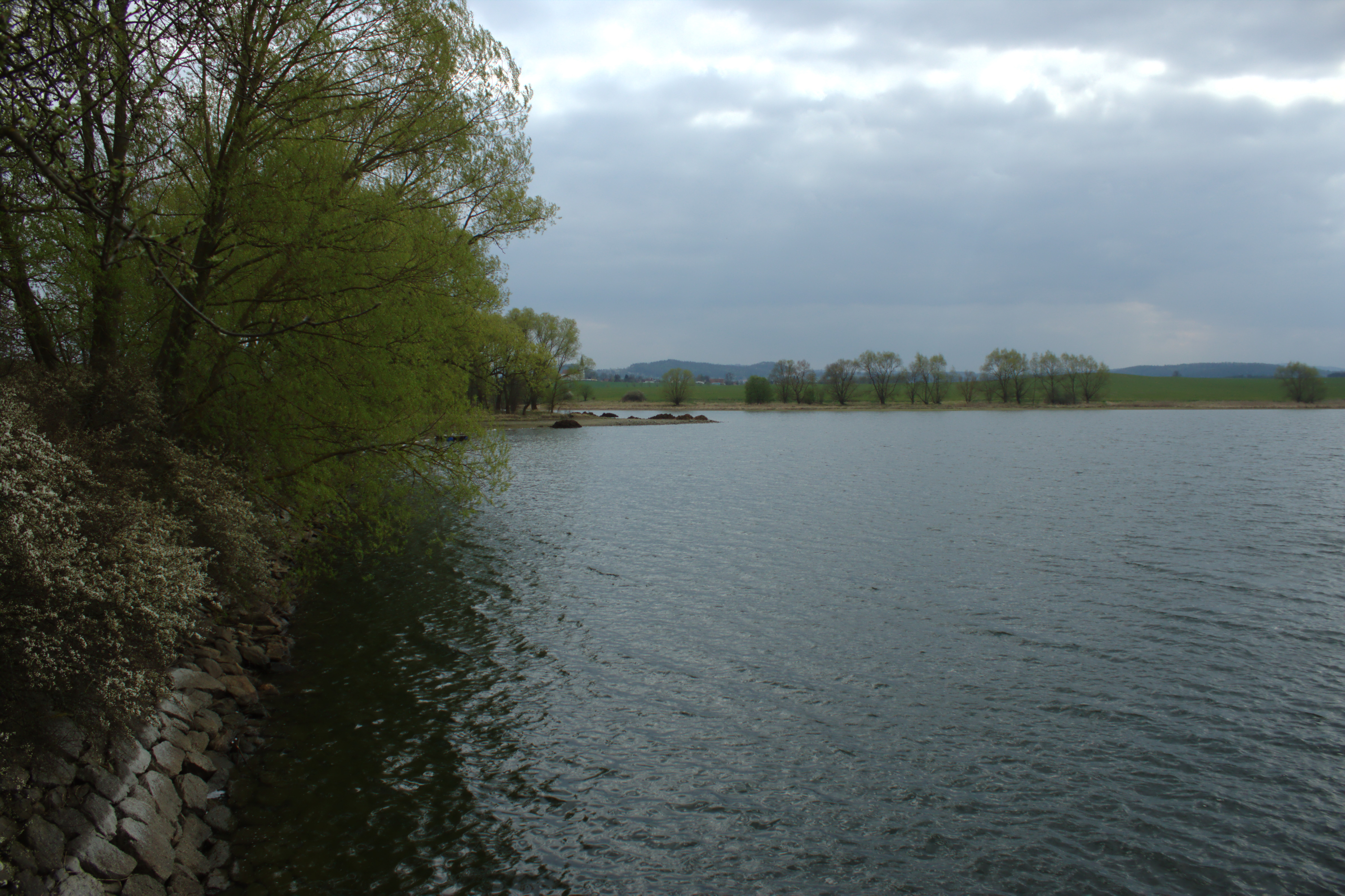
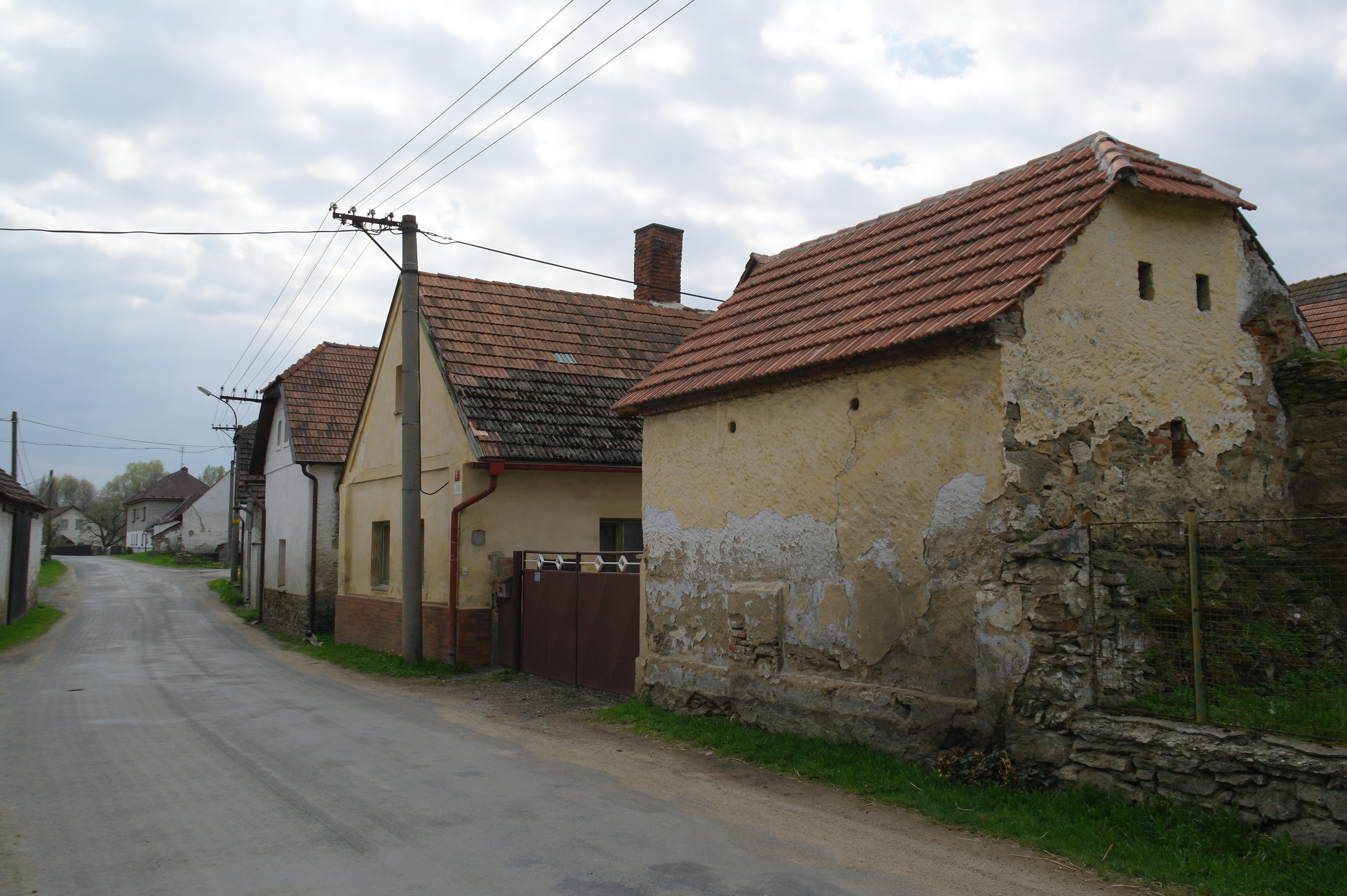